# ردندرة أطلسية
ردندرة أطلسية (الاسم العلمي:Rhododendron atlanticum) هي نوع من النباتات تتبع جنس الردندرة من الفصيلة الخلنجية.